# Prima lettera di Clemente
La Prima lettera di Clemente ("1 Clemente") è un testo attribuito a papa Clemente I (88-97) scritto in lingua greca verso la fine del I secolo. Godette di una notevole fortuna al punto da essere stata accolta fra i testi canonici. È incluso nella cosiddetta letteratura subapostolica.

## Composizione
La lettera è stata tradizionalmente datata verso il termine del principato di Domiziano, nel 95 o 96. Studi recenti hanno proposto varie datazioni, che tendono a collocare l'opera negli ultimi anni del I secolo, tra il 95 e il 100. Laurence Welborn propone termini di datazione più ampi, tra l'80 e il 140 circa, cioè tra la morte di Pietro e Paolo, di cui parla la lettera, e la conoscenza della lettera da parte di Policarpo di Smirne.
Gli elementi utili per la datazione sono, secondo Welborn, il fatto che il racconto delle morti di Paolo e Pietro non è quello di un testimone oculare (capitolo 5) e l'importanza data alle nomine di vescovi e diaconi (42, 1-5), la morte dei presbiteri nominati dagli apostoli (44, 2) e la fine di una seconda generazione di uomini di Chiesa (44, 3). Nella lettera la Chiesa di Roma è inoltre definita "antica" (47, 6), mentre gli inviati di Roma hanno vissuto come cristiani dalla loro gioventù alla loro vecchiaia (63, 3). La lettera è peraltro già citata alla metà del II secolo da Egesippo e Dionisio di Corinto.
Il contesto di origine della lettera è legato a una disputa nella chiesa di Corinto, che aveva spinto i membri giovani della comunità all'espulsione di diversi presbiteri anziani dal loro ufficio e la loro sostituzione con nuovi; nessuna offesa morale viene addossata ai presbiteri e la loro dimissione viene vista da Clemente come dispotica e ingiustificabile. Sulle cause della rivolta non c'è chiarezza, ma l'autore della lettera fa riferimento al fatto che i Corinzi erano «contenti degli aiuti di Cristo» (2, 1); questi aiuti (ephodia), secondo la testimonianza di Dionisio conservata in Eusebio, erano contributi che già anticamente la Chiesa di Roma versava in aiuto delle altre Chiese. Clemente sembra affermare che i giovani di Corinto erano insoddisfatti dei versamenti romani: il presbitero Valente fu peraltro deposto per "avarizia". Le tensioni del I e II secolo avevano quasi sempre ragioni economiche e gli accordi comprendevano in genere contributi concreti nell'interesse di tutte le parti.
L'autore della lettera non si firma: quando parla in prima persona usa "noi" e la lettera reca come mittente "La Chiesa di Dio che ha sede in Roma". Tuttavia, già cinquant'anni dopo la composizione, alcuni scrittori associano alla lettera il nome di Clemente e ne testimoniano l'importanza, poiché essa era già letta in varie chiese.

## Contenuto e stile
Dopo aver elogiato la condotta passata della Chiesa di Corinto, Clemente ne denuncia dei vizi e scrive una lode delle virtù, illustrando i suoi argomenti con numerose citazioni dalle scritture del Vecchio Testamento. Queste citazioni, come quelle degli altri autori del tempo, si basano sulla versione dei Settanta e, poiché il Canone non era stato ancora definito, comprendono anche testi non canonici. Clemente introduce il rimprovero dei "presenti disordini" verso la fine della lettera, che è in sé molto lunga: l'epistola raggiunge infatti una lunghezza doppia rispetto alla Lettera agli Ebrei. Molte delle sue esortazioni hanno carattere generale e non sono direttamente connesse con l'argomento pratico per il quale la lettera è nata: è molto probabile che venne stilata basandosi sulle omelie con le quali Clemente era solito edificare i cristiani a Roma.
Secondo la lettera (1, 7), la Chiesa di Roma, per quanto sofferente delle persecuzioni, venne fermamente tenuta assieme da fede e amore, ed esibì la sua unità in un culto disciplinato. L'epistola venne letta pubblicamente di tanto in tanto a Corinto, e per il IV secolo il suo uso si era diffuso ad altre chiese. La si trova allegata al Codex Alexandrinus (Codice Alessandrino), ma ciò non implica che raggiunse mai il rango canonico..

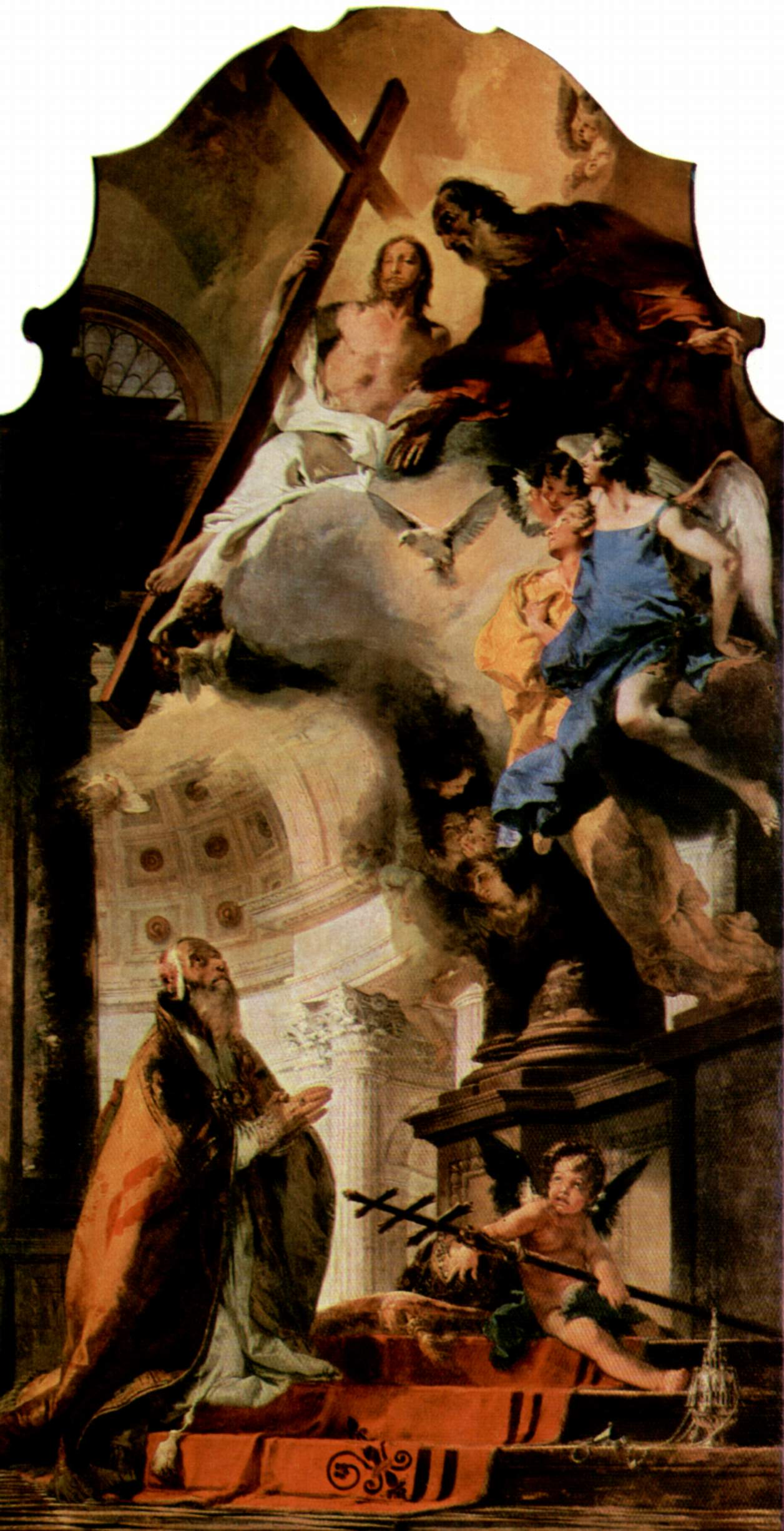
G.B. Tiepolo, Papa Clemente prega la santissima Trinità

Il tono di autorità col quale si esprime nella lettera è notevole, specialmente nelle ultime parti (56, 58 ecc.).

## Dottrina
Nell'epistola ci sono pochi insegnamenti intenzionali dogmatici: per questo è quasi un puro esercizio oratorio. Le sue parole sul ministero cristiano hanno dato adito a molte discussioni (42 e 44): "Gli Apostoli ricevettero il Vangelo per noi dal Signore Gesù Cristo; Gesù Cristo fu inviato da Dio. Così Cristo proviene da Dio, e gli Apostoli da Cristo. Ambo [le missioni] perciò hanno origine dalla volontà di Dio... così, predicando dappertutto in campagna ed in città, nominarono i loro primi successori, essendo stati messi alla prova dallo Spirito, per essere vescovi e diaconi." In ogni caso il significato generale è chiaro: gli Apostoli provvidero ad una successione legale di ministri. I Presbiteri sono menzionati molte volte, ma non c'è distinzione con i vescovi. Non c'è alcuna indicazione di un vescovo a Corinto, e le autorità ecclesiastiche vengono sempre citate al plurale. R. Sohm pensa che, quando Clemente scrisse, ancora non c'era alcun vescovo di Corinto, ma che, in conseguenza della lettera se ne sarebbe dovuto nominare uno.
Il carattere liturgico di alcune parti dell'epistola è dettagliatamente sviscerato da Lightfoot. La preghiera (59-61), che ricorda l'anafora delle prime liturgie, non può essere vista, affermava Louis Duchesne, "come la riproduzione di un formulario sacro ma è un bell'esempio dello stile di preghiera solenne che i capi ecclesiastici di quel tempo esprimevano nelle riunioni per il culto". Il brano sulla creazione, 32-3, è nello stile di una prefazione, e si conclude introducendo il Sanctus con la solita menzione dei poteri angelici.
All'interno di questa lettera si trova ampio spazio per una orazione per coloro che esercitano il potere. Dopo i testi del Nuovo Testamento, essa rappresenta la più antica preghiera per le istituzioni politiche: "rendici obbedienti al tuo nome onnipotente e glorioso, ai nostri capi e ai nostri comandanti sulla terra. Tu, Signore, hai dato loro il potere regale per mezzo della tua magnifica e ineffabile forza, affinché noi [...] siamo loro sottomessi" (1Clem 60-61).
Il Papa si presenta come tribunale di ultima istanza per le controversie insorte in una Chiesa lontana che gli riconosce il primato di giurisdizione con umiltà e spirito di servizio.

## L'epistola nella letteratura
L'epistola di Clemente venne tradotta in almeno tre lingue in epoca antica: una traduzione latina del II o III secolo venne trovata in un manoscritto dell'XI secolo a Namur, in Belgio, e pubblicata da Morin nel 1894; un manoscritto siriaco, oggi all'università di Cambridge, venne trovato da R. L. Bensly nel 1876, e venne tradotto nel 1899; ed una traduzione copta è sopravvissuta in due copie in papiro, una pubblicata da Carl Schmidt nel 1908 (Der erste Clemensbrief in altkoptischer Übersetzung) e l'altra da Friedrich Rösch nel 1910 (Bruchstücke des ersten Clemensbriefes).
L'epistola venne pubblicata nel 1633 da Patrick Young che la trasse dal Codice Alessandrino, nel quale un foglio verso la fine era mancante, così che la grande preghiera (capitoli 55 - 64) rimase sconosciuta. Nel 1873 (sei anni dopo la prima edizione di Joseph Barber Lightfoot) Philotheus Bryennius scoprì un testo completo proveniente da un manoscritto di Costantinopoli, il Codex Hierosolymitanus (datato 1056), dal quale nel 1883 trasse la Didaché. Lightfoot fece uso delle traduzioni in latino e siriaco in un'appendice alla ristampa della prima edizione (1877); la sua seconda edizione, sulla quale stava lavorando all'epoca della sua morte, venne pubblicata nel 1890. La monografia di Adolf von Harnack, Einführung in die alte Kirchengeschichte (Leiden, 1929), è considerata l'inizio degli studi moderni su quest'opera.

## Edizioni
- John B. Lightfoot e John R. Harmer (a cura di), The Apostolic Fathers, Londra, Macmillan and co., 1891.
- Franz Xaver Funk (a cura di), Patres Apostolici, vol. 1, Tubinga, H. Laupp, 1901.
- Annie Jaubert (a cura di), Épître aux Corinthiens, Parigi, Éditions du Cerf, 1971.
- Bart D. Ehrman (a cura di), The Apostolic Fathers, vol. 1, Cambridge (MA), Harvard University Press, 2003.
- Emanuela Prinzivalli e Manlio Simonetti, Seguendo Gesù, vol. 1, Milano, Fondazione Lorenzo Valla-Mondadori, 2010.